# Faust (band)

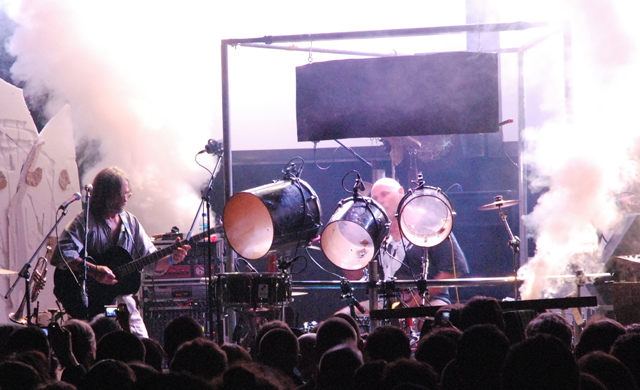
Faust in 2007

Faust is een Duitse band. De groep werd opgericht in Wümme, Duitsland, in 1971 door producer Uwe Nettelbeck samen met Hans Joachim Irmler, Jean Hervé Peron, Werner "Zappi" Diermaier, Rudolf Sosna, Gunther Wusthoff en Armulf Meifert. Hoewel hun opnames weinig verkocht werden, kreeg de groep een trouwe aanhang. Met hun albums in de vroege jaren 70 werd Faust een van de belangrijkst bands in het genre dat uiteindelijk als krautrock bekend zou worden.
Faust experimenteerde met de presentatie van enkele van hun platen. Hun eerste album Faust werd oorspronkelijk uitgegeven op doorzichtig vinyl in een doorzichtige hoes. (Latere uitgaves weken hier soms van af). Hun tweede album Faust, So Far maakte uitvoerig gebruik van zwart, hoewel op de binnenkant van de hoes foto's elk nummer illustreerden. Het goedkope Faust Tapes (dat verspreid werd voor de prijs van een single, 58 UK pence) had een visueel verwarrend ontwerp van Bridget Riley. Faust IV toonde een reeks lege notenbalken. De impact van deze ontwerpen gaat grotendeels verloren op de CD heruitgaves.
Faust was duidelijk een van de meest radicale groepen uit hun tijd. Ze maakten gebruik van geavanceerde studiotechnieken en elektronica op een manier die nieuwe mogelijkheden openbaarde voor studio composities. In die tijd was hun invloed niet zo opvallend als een aantal van hun Duitse collega's (zoals Kraftwerk, Can of Tangerine Dream), maar ze worden meer en meer erkend als een van de meest vooruitziende Duitse groepen uit die tijd.
Faust ging uiteen in 1975, maar herenigde zich in de vroege jaren 90 rond kernleden Hans Joachim Irmler, Zappi Diermaier en Jean Hervé Peron, en toerde voor het eerste in de Verenigde Staten.

## Samenwerking
Gedurende de jaren in Wümme (1970-1973) speelde Faust op de eerste twee albums van Slapp Happy: Sort Of en Acnalbasac Noom, die beide eveneens door Uwe Nettelbeck werden geproduceerd. Slapp Happy's connectie met Faust was Peter Blegvad, die met Faust had gespeeld in Wümme en met de groep door het Verenigd Koninkrijk had getoerd.

## Discografie

### Albums
- Faust (1971)
- Faust So Far (1972)
- The Faust Tapes (1973)
- Outside the Dream Syndicate (1973) – samenwerking met Tony Conrad
- Faust IV (1974)
- Faust 5 (1975)  – promocassette van Virgin Records
- 71 Minutes of Faust (1979)
- Munich and Elsewhere (1987) – compilatie met niet eerder verschenen werk
- The Last LP (1988) – ook bekend als The Faust Party Album
- Rien (1995)
- You Know FaUSt (1996)
- Faust Wakes Nosferatu (1998) – de cd- en vinyleditie bevatten compleet andere muziek
- Ravvivando (1999)
- Patchwork (2002)
- Derbe Respect, Adler (2004) – samenwerking met Dälek
- Outside the Dream Syndicate - Alive (2005) – samenwerking met Tony Conrad
- Collectif Met(z) (2005) – 3-cd box + video-cd
- Nobody Knows if it Ever Happened (2007) – dvd
- ... In Autumn (2007) – 3-cd box + 1 dvd
- Trial and Error (2007) – dvd
- Disconnected (2007) – studioalbum met Nurse with Wound
- C'est Com...Com...Compliqué (2009)

### Singles
- Überschall 1996 (1996) – gedeelde single met Stereolab en Foetus

### Compilaties and livealbums
- Munich and Elsewhere (1986)
- The Last LP: Faust Party No. 3, 1971-1972 (1988)
- Faust Concerts, Volume 1: Live in Hamburg, 1990 (1994)
- Faust Concerts, Volume 2: Live in London, 1992 (1994)
- BBC Sessions/Kisses for Pythagoras LP Lmt. Ed. (1996)
- Untitled (1996) – compilatie met live en studiowerk
- Edinburgh 1997 [live] (1997)
- Faust/Faust So Far (2000)
- The Wumme Years: 1970-1973 (2000)
- Land of Ukko & Rauni [live] (2000)
- Freispiel (2002) – remixen van Ravviviando
- BBC Sessions + (2001)
- Patchwork 1971-2002 (2004)
- Impressions (2006) – dvd
- Od Serca Do Duszy (2007) – 2xcd